# Primula polonensis
Primula polonensis är en viveväxtart som beskrevs av F. K. Ward. Primula polonensis ingår i släktet vivor, och familjen viveväxter. Inga underarter finns listade i Catalogue of Life.